# 道の駅とうわ
道の駅とうわ（みちのえき とうわ）は、岩手県花巻市東和町安俵にある岩手県道39号北上東和線の道の駅である。愛称は毘沙門天と萬鉄五郎の里。

## 施設
- 駐車場
  - 普通車：62台
  - 大型車：8台
  - 身障者用：1台
- トイレ（いずれも24時間利用可能）
  - 男：大 3器、小 10器
  - 女：10器
  - 身障者用：1器
- 公衆電話：1台
- 東和温泉（10:00 - 22:00 最終入館 21:30）
  - レストラン（11:00 - 21:00 ラストオーダー 20:30）
- 西洋風モデルガーデン
- 食材供給施設「味処とうわ」（11:00 - 21:00）
- 食材加工体験施設「おためし工房」（9:00 - 16:00）
- 休憩所[1]

## 休館日
- 全館：年末年始
- 東和温泉：第1水曜日（1月・5月のみ第2水曜日）
- 味処とうわ：第2水曜日
- おためし工房：水曜日[1]

## アクセス
- 岩手県道39号北上東和線 - 登録路線
- 東和IC - 釜石自動車道
  - 国道283号
  - 国道456号
  - 岩手県道43号盛岡大迫東和線

## バス停
- 岩手県交通 盛岡大船渡線（荷沢峠経由）
  - 盛岡バスセンター行き
- 花巻市コミュニティバス
  - 土沢線 花巻駅行き

## 周辺の施設
- ホテルフォルクローロ花巻東和（宿泊施設）
- 岩手県立東和病院
- 花巻市立東和小学校
- 岩手県道222号土沢停車場線
- 土沢駅
- JAいわて花巻東和町
- 猿ヶ石川
- E46 釜石自動車道 東和インターチェンジ